# Здание гимназии (Атбасар)
Здание гимназии (каз. Гимназия ғимараты) — памятник истории и архитектуры начала XX века, расположенный в городе Атбасаре Акмолинской области Казахстана.

## История
Здание было построено в 1909 году для высшего начального училища. Затем здесь располагалась гимназия. Одним из учителей в гимназии был социал-демократ И. Ф. Гусев, который ранее в 1880-х годах отбывал в Атбасаре ссылку.
В годы Великой Отечественной войны в здании располагался эвакуационный госпиталь. В 1960-е годы была возведена двухэтажная пристройка со стороны северного фасада.
В 1995 году здание гимназии вошло в список памятников местного значения области.

## Архитектура
Здание двухэтажное, прямоугольное в плане. Нижний этаж — кирпичный, второй — деревянный, рубленный из брёвен с остатком. На главном фасаде — равномерный ряд в 14 окон, которые симметрично разделены остатком поперечных стен на группы в 2 и 4 окна. На центральной оси кирпичного тамбура входа отмечен год постройки. Декоративное оформление фасада осуществлено благодаря высоким оконным проёмам — лучковым кирпичным на первом этаже и с деревянными наличниками с профилировкой из накладных деталей на втором этаже.